# Volker Barth (Historiker)
Volker Barth (* 23. April 1974 in Wadern; † 17. April 2021) war ein deutscher Historiker.

## Leben
Von 1994 bis 1998 studierte er Geschichte und Romanistik an der Ludwig-Maximilians-Universität München. Er erwarb 1999 den Maîtrise d'histoire an der Université Paris 1 Panthéon-Sorbonne bei Pascal Ory, 2001 den Diplôme d'études approfondies (DEA) in Histoire et civilisations an der École des hautes études en sciences sociales bei Michael Werner, 2004/2007 die Co-tutelle Promotion an der Universität München und der École des hautes études en sciences sociales (EHESS) bei Martin H. Geyer und Michael Werner mit einer Arbeit unter dem Titel Mensch versus Welt. Die Pariser Weltausstellung von 1867.
Nach seiner Promotion arbeitete Barth als Research Fellow am Centre de recherches interdisciplinaires sur l’Allemagne an der EHESS, anschließend als wissenschaftlicher Berater am Bureau International des Expositions. Im Jahr 2008 wechselte er als Wissenschaftlicher Mitarbeiter an das historische Institut der Universität zu Köln und stieg 2016 zum Akademischen Rat auf. 2017 erfolgte ebenfalls an der Universität zu Köln die Habilitation (Venia Legendi in Neuerer und Neuester Geschichte) bei Hans-Peter Ullmann. Bis 2019 hatte er dort vertretungsweise die Professur für Internationale Geschichte und historische Friedens- und Konfliktforschung inne. Die Habilitationsschrift wurde im Jahr 2020 unter dem Titel Wa(h)re Fakten. Wissensproduktionen globaler Nachrichtenagenturen veröffentlicht. Seit 2020 war Barth W3-Professor für Kultur- und Mediengeschichte an der Universität des Saarlandes.
Barths Forschungsarbeit befasste sich entsprechend seiner Promotions- und Habilitationsthemen insbesondere mit der Geschichte verschiedener internationaler Ausstellungen und der von Nachrichtenagenturen. Stark beachtet wurde auch sein Buch von 2013 mit dem Titel Inkognito. Geschichte eines Zeremoniells über das historische Inkognito von Fürsten und Königen.
Er verstarb als Folge einer schweren Krankheit.

## Schriften (Auswahl)
- Mensch versus Welt. Die Pariser Weltausstellung von 1867. Darmstadt 2007, ISBN 978-3-534-20235-5.
- Inkognito. Geschichte eines Zeremoniells. München 2013, ISBN 978-3-486-72738-8.
- mit Roland Cvetkovski (Hg.): Imperial Co-operation and Transfer, 1870–1930. Empires and encounters. London 2017, ISBN 978-1-350-02477-9.
- Wa(h)re Fakten. Wissensproduktionen globaler Nachrichtenagenturen, 1835–1939. Göttingen 2020, ISBN 978-3-525-37085-8.